# 松阪市立第三小学校
松阪市立第三小学校（まつさかしりつ だいさんしょうがっこう）は三重県松阪市の市立小学校。校舎の大規模改造工事が予定されており、グレイス建築企画が2016年（平成28年）に設計を受注した。

## 歴史
1912年（明治45年）4月に松阪第一尋常小学校を借用して松阪第三尋常小学校として開校した。1912年（大正元年）9月、現校地に移転した。1941年（昭和16年）4月、国民学校令により松阪第三国民学校に改称、1947年（昭和22年）4月、松阪市立第三小学校に改称した。

## 校区
※は、一部の番地で学区（校区）が異なる。
- 西之庄町
- 西町※
- 川井町※
- 鎌田町※
- 久保田町※

## 児童数
2009年5月1日現在の児童数は215人であった。2016年5月1日現在の児童数は12学級230人である。

## 著名な出身者
- 菱川文香（バレーボール選手）